# 龙谢尔 (约讷省)
龙谢尔（法語：Ronchères，法語發音：[ʁɔ̃ʃɛʁ] ⓘ）是法国勃艮第大区约讷省的一个市镇，属于欧塞尔区。

## 地理
龙谢尔（47°39'31"N, 3°6'58"E）面积11.33 平方千米，位于法国勃艮第-弗朗什-孔泰大區约讷省，该省份为法国中北部内陆省份，西接卢瓦雷省，西北接塞纳-马恩省，南至涅夫勒省，东临科多尔省，东北与奥布省接壤。
与龙谢尔接壤的市镇（或旧市镇、城区）包括：热内新城、梅济耶、皮赛地区穆捷、圣法尔若、皮赛地区圣索沃尔。

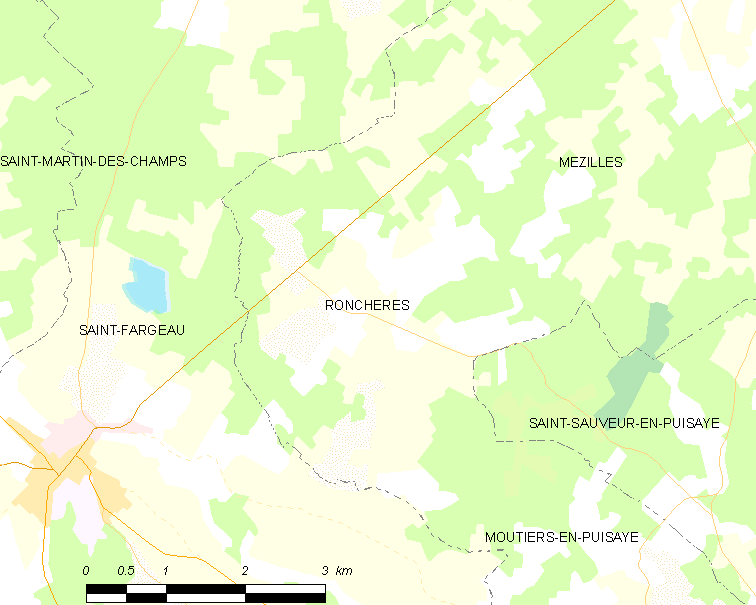
的OSM定位图

龙谢尔的时区为UTC+01:00、UTC+02:00（夏令时）。

## 行政
龙谢尔的邮政编码为89170，INSEE市镇编码为89325。

## 政治
龙谢尔所属的省级选区为皮赛中心县。

## 人口

1962-2008年间人口变化图示

龙谢尔于2022年1月1日时的人口数量为88人。